# Aage Gerhardt Drachmann
Aage Gerhardt Drachmann (22 de octubre de 1891 - 9 de abril de 1980) fue un bibliotecario e historiador de la ciencia y la tecnología danés, uno de los principales expertos del siglo XX en mecánica de la antigua Grecia y Roma. 

## Vida y carrera
Drachmann nació en Copenhague en 1891, hijo del clasicista de Anders Bjørn Drachmann (1860-1935) y la profesora Ellen Sophie Drachmann (de soltera Bentzon, 1866-1948). Estudió filología clásica y lengua y literatura inglesa en la Universidad de Copenhague de 1909 a 1915.
Posteriormente aceptó un trabajo como bibliotecario en la Biblioteca de la Universidad de Copenhague (una de las dos bibliotecas más importantes de Dinamarca), donde trabajó desde 1917 hasta 1956. Pasó nueve meses entre 1926 y 1927 en los Estados Unidos como miembro de la Fundación Americano-Escandinava, trabajando en la Biblioteca John Crerar y en la Biblioteca del Congreso, y posteriormente introdujo algunos procesos bibliotecarios estadounidenses en Dinamarca, incluida la fotocopia. En 1943 fue nombrado bibliotecario jefe de la Biblioteca Universitaria. En 1948 obtuvo un doctorado estudiando neumática antigua. En 1956 se jubiló para dedicarse a tiempo completo a la investigación.  
Drachmann fue soltero toda su vida. 

## Investigaciones y trabajos publicados
A partir de la década de 1930, Drachmann escribió artículos académicos, principalmente sobre tecnología antigua, y artículos sobre bibliotecología. Entre 1928 y 1949 editó el Index Medicus Danicus, una bibliografía en formato de fichero de la literatura médica danesa. En la década de 1950 fue editor de Centaurus, en la que también se publicaron muchos de sus artículos.  Fue miembro de varias sociedades científicas.
La investigación de Drachmann se centró en la medicina, las ciencias naturales y la tecnología en la antigüedad. Escribió libros sobre "medicina neumática", molinos de aceite, mecánica antigua y los puentes de César sobre el Rin, así como varios artículos para la Realencyclopädie der classischen Altertumswissenschaft y el Dictionary of Scientific Biography.
El libro de Drachmann de 1963, Tecnología mecánica de la antigüedad griega y romana, consistió en una traducción crítica y un comentario sobre la Mecánica de Herón de Alejandría (de la traducción árabe de Qusṭā ibn Lūqā ), junto con el estudio de otras obras de Herón, pseudo-Aristóteles, Vitruvio y Oribasio.
En mecánica, el método de Drachmann combinaba un cuidadoso análisis textual con experimentos y construcciones mecánicas prácticas.  Su escritura se caracterizaba por un estilo perspicaz pero sin pretensiones y con sentido común. 
En 1971 recibió la Medalla Leonardo da Vinci por su erudición en la historia de la tecnología. 
Drachmann también estudió literatura inglesa, cuentos populares daneses y ornitología.